# Return to Castle Wolfenstein
Return to Castle Wolfenstein es la tercera secuela del videojuego creado por id Software Wolfenstein 3D. Creado en el año 2001 por la desarrolladora Gray Matter Studios usando la tecnología de Quake III Arena. Fue un juego altamente esperado y de un éxito bastante marcado sobre todo en su aspecto multijugador. El 12 de agosto de 2010 el código fuente, tanto sencillo como multiplayer, fue liberado bajo los términos de la licencia GPL.
En el modo de un solo jugador, la historia transcurre durante el año 1943 en la Alemania Nazi. El protagonista es el comando de la OSS (Office of Strategic Services) William Joseph "B.J." Blazkowicz, enviado junto a otro agente para investigar los rumores sobre un nuevo proyecto del Reichsführer Heinrich Himmler relacionado con la "Schutzstaffel Paranormal Division".
Los agentes son capturados poco antes de completar su objetivo y encarcelados en el castillo de Wolfenstein. El compañero de Blazkowicz es interrogado, torturado y ejecutado por miembros de las SS. Por su parte, Blazkowicz logra escapar antes de que lo interroguen.
A partir de aquí el jugador se pone en el pellejo del agente, debiendo evadirse de la fortaleza, continuar con la investigación y acabar con los planes de Hitler y sus seguidores.

## Características de las misiones
Return to Castle Wolfenstein incluye misiones de puro estilo militar similares a las de otros títulos del género FPS como la primera entrega de la saga Medal of Honor o Medal of Honor: Allied Assault (infiltrarse en una base aérea alemana o ayudar a la Resistencia a proteger a un científico desertor, entre otras), y misiones de terror y supervivencia, donde el protagonista debe enfrentarse a criaturas sobrenaturales o enemigos tecnológicos.

## Misiones
- Misión 1: Rumores inquietantes.-

La trama comienza mostrando a un médico de las SS que está torturando al compañero de Blazkowicz en las mazmorras del viejo castillo de Wolfenstein, en los Alpes Bávaros. En ese momento el científico ordena a un soldado que le traiga al sujeto 2 (Blazkowicz) para interrogarlo y matarlo posteriormente. Pero cuando el soldado entra en la celda de B.J. este lo mata y le roba su Luger reglamentaria. A partir de entonces el jugador se mete en el pellejo del agente estadounidense del OSS hasta el final del juego.
Poco después de salir de la celda se puede ver al médico de las SS haciendo experimentos de galvanización sobre el cadáver del otro agente. El resto de la huida se resume en un recorrido por pasadizos, escaleras de caracol y patios cubiertos de nieve hasta la estación de teleférico que une el castillo con el pueblo más cercano.
- Parte 1: ¡Fuga!
- Parte 2: Torre del castillo
- Parte 3: Viaje en teleférico
- Misión 2: Secreto oscuro.-

El segundo acto comienza en casa de Herr Kessler, el contacto de B.J. en el Círculo de Kreisau, con quien se ha reunido nada más abandonar el teleférico. B.J. penetra en el bien defendido pueblo de Wulfburg a través de un pasadizo secreto y debe llegar al cementerio situado al otro lado, donde según Inteligencia la ocultista de las SS Helga Von Bulow está llevando a cabo diversas excavaciones en las catacumbas.
B.J. descubre de primera mano que los rumores sobre la expedición arqueológica de Himmler son ciertos; las SS, asociadas con varios expertos de la Sociedad Thule, pretende revivir a Heinrich I, un antiguo señor feudal arrogante y despiadado, y a sus caballeros para utilizarlos como un arma definitiva contra los Aliados. Las catacumbas están protegidas por Zombis y Guerreros zombis, soldados nazis y diversas trampas. Estas conducen a B.J. hasta una pequeña iglesia gótica donde debe enfrentarse a la guardia de élite de Helga Von Bulow y combatir contra su grupo de elite de defensa, extremadamente ágiles y armadas con subfusiles Sten capturados al Ejército Británico en el Norte de África.
Dicha iglesia tiene una nave en ruinas, y allí B.J. encuentra a un ser enorme y cruel invocado por Helga Von Bulow, al cual debe derrotar antes de poder abandonar Alemania para informar a sus superiores.
- Parte 1: Pueblo
- Parte 2: Catacumbas
- Parte 3: Cripta
- Parte 4: La iglesia profanada (1 y 2)
- Misión 3: Armas de venganza.-

B.J. es lanzado en paracaídas en una región boscosa entre Alemania y Austria. Su objetivo primario es alcanzar una base de cohetes sin levantar sospechas por parte de la pequeña guarnición desplegada en el valle. Una vez haya penetrado en el perímetro, debe sabotear un misil V2 antes de que sea lanzado sobre Londres, para más tarde destruir un sistema de radar ultramoderno. Por último tiene que robar el avión-cohete "Kobra", ubicado en un aeropuerto oculto en esas áreas, el cual alberga prototipos de naves y aviones "Kobra" y otros parecidos al B-2. Nada más preparar el aparato para la huida, B.J. se da cuenta de que Himmler se ha tomado muy en serio acabar con él y envía a soldados de la Guardia Negra de las SS armados con fusiles FG 42, que acuden en un transporte aéreo y se lanzan en paracaídas para neutralizar al agente estadounidense. Una vez a salvo, B.J. regresa al "Kobra" para volar hasta la base aliada de Malta.
- Parte 1: Complejo del bosque
- Parte 2: Base de cohetes
- Parte 3: Instalación del radar
- Parte 4: Asalto a la base aérea
- Misión 4: Designios mortales.-

B.J. inicia la misión en Kugelstadt, un pueblo próximo al Complejo de Armas Secretas donde trabaja el científico apodado "Calavera". La primera tarea es apoyar a un tanque en su avance por las calles llenas de infantería. En segundo lugar, deberá ayudar al Círculo de Kreisau a proteger al científico nazi que ha abandonado el equipo de investigación de Calavera y por último avanzar por una vieja fábrica destrozada por los bombardeos aliados y un taller de reparación de trenes que conduce directamente al complejo de "Calavera". Tanto las desoladas calles como las entrañas del recinto están defendidas por la Guardia Negra de Himmler.
Es en el complejo donde B.J. se hace con una ametralladora rotativa Venom y se enfrenta a los "Loopers", como él llama después en sus informes a una serie de engendros mutados genéticamente que se desplazan apoyándose sobre los brazos como los simios y lanzan descargas eléctricas con un generador esférico situado bajo la cintura. Al final, B.J. entra en una base de submarinos y tras eliminar la resistencia encuentra a un empleado y lo interroga.
- Parte 1: Kugelstadt
- Parte 2: La fábrica bombardeada (1 y 2)
- Parte 3: El almacén de trenes
- Parte 4: Complejo secreto de armas
- Misión 5: El patio de recreo de Calavera.-

El objetivo de esta misión es acabar con el proyecto de la Wehrmacht llamado "Uber-Soldat". La acción transcurre entre un valle noruego fuertemente defendido y unos laboratorios ocultos (Los Laboratorios X) donde "Calavera" ha desarrollado durante los últimos años el Uber-Soldat.
Aparte de soldados regulares, B.J. se topará con miembros de la Guardia Negra en su camino hacia el centro de investigación de Calavera.
Una vez dentro, entran en escena varios "Loopers" y prototipos funcionales de Uber-Soldat, que son humanos con una gran coraza de robots hidráulicos con armamento ligero. La escena final se desarrolla en el laboratorio principal de "Calavera", donde el primer Uber-Soldat (no prototipo) intentará aniquilar a B.J. con su cañón Tesla.
Cuando es destruido, "Calavera" maldice la osadía del agente estadounidense y escapa en un avión-cohete "Kobra " tripulado sin que este pueda hacer nada para evitarlo.
- Parte 1: Estación de hielo de Noruega
- Parte 2: Laboratorios X
- Parte 3: Súper Soldado
- Misión 6: Compromiso de retorno.-

"Calavera" ha conseguido huir, pero al fin y al cabo no era más que un peón en la oscura trama de las SS. Esta nueva misión comienza cerca de la presa de Bramburg, donde B.J. intentará infiltrarse después de lanzarse en paracaídas. Después de acabar con la pequeña guarnición destinada en una presa, tendrá que dirigirse a la cercana localidad de Paderborn. Una vez allí, cambian los planes. Ahora toca actuar con sigilo y cautela o de lo contrario sonará la alarma y la misión fracasará. El objetivo consiste en eliminar a cinco oficiales de la División Paranormal de las SS y llegar al castillo, pero antes se tiene que cruzar el Château (Casa fortificada) para así ir al otro lado del pueblo. Aquí todos los guardias son de élite o miembros de la Guardia Negra. Por otra parte, en los alrededores de la fortaleza hay una zona denominada "Suelo no consagrado", que conduce directamente a la excavación arqueológica del castillo Wolfenstein. Sin embargo, el sendero está bloqueado por las guardias de élite. B.J se enfrenta a dos Uber-Soldat fuertemente armados, y cuando los derrota, la brujería practicada por la "hechicera" hace que un rayo caiga del cielo y abra el camino.
- Parte 1: Dique de Bramburg
- Parte 2: Pueblo de Paderborn
- Parte 3: Castillo Schufstaffel
- Parte 4: Suelo no consagrado
- Misión 7: Operación Resurrección.-

Según el informe, la División Paranormal de las SS estaba experimentando con Uber-Soldats para convertirlos en algo más devastador, eran los "Caballeros Negros". Iniciando la misión aparece una escena en la cual "la hechicera" hace un conjuro convirtiendo a 3 Uber-Soldat en "Caballeros Negros" parecidos a los "Guerreros zombi", pero de mayor dificultad. Entonces termina convocando con éxito a Heinrich I y este convierte a "la hechicera" en una "zombi".
Una vez en los túneles de la excavación, el comando estadounidense deberá enfrentarse a humanos y robots si quieren llegar al lugar donde Himmler planeó resucitar a Heinrich I. Los soldados de infantería han cambiado sus MP40 por subfusiles Sten y ahora son más fuertes. El último tramo de la excavación del castillo está custodiado por miembros de la Guardia Negra y "zombis", que guardan la puerta de acceso al solar donde Heinrich I, "la hechicera" y los tres "Caballeros Negros" se encuentran.
Al final Himmler observa con unos prismáticos como Blazkowicz, para desagrado del propio Himmler, derrota a Heinrich I.
- Parte 1: La excavación
- Parte 2: Retorno a Castle Wolfenstein
- Parte 3: Heinrich I

## Armas
En el juego hay un total de 16 armas que se dividen en 10 tipos:

### Cuchillo
El arma más básica, imprescindible en las misiones de sigilo.

### Pistolas
Hay dos tipos de pistola:
Luger: muy ruidosa, pero se puede encontrar un silenciador. Comparte munición con el MP40 y el Sten. Los oficiales, los operadores de radio y los resistentes usan esta pistola.
Colt .45: se pueden usar dos al mismo tiempo, lo que se traduce en una gran potencia de fuego. Comparte munición con el Thompson. Ningún soldado la utiliza, ya que es un arma de los aliados.

### Subfusiles
Hay 3 tipos de subfusiles:
MP40: es el primer subfusil utilizable. Comparte munición con la Sten y la Luger. Los soldados de infantería son los únicos que poseen esta arma.
Thompson: utilizado por el Círculo de Kreisau, al que se lo proporciona el ejército estadounidense. Comparte munición con la Colt .45. Ningún enemigo utiliza este subfusil por las mismas razones que la Colt .45.
Sten silenciado: aparece en la misión 2 parte 1. Comparte munición con la MP40 y la Luger. Es utilizada por la guardia de élite y por los soldados de infantería, pero en niveles más adelantados. Si se dispara por mucho tiempo se sobre calienta y hay que esperar a que se enfríe

### Fusiles de francotirador
Hay solo dos fusiles de francotirador en el juego:
Mauser Kar 98k: aparece con mira telescópica y sin ella. Comparte munición con el FG42. Los centinelas lo usan sin mira telescópica, mientras que los francotiradores lo usan con mira telescópica.
"Snooper", fusil de francotirador con mira telescópica infrarroja: es la mejor arma a distancia, ya que con solo una bala elimina a cualquier tipo de soldado. Ningún enemigo utiliza el fusil por la misma razón que el Thompson y la Colt M1911.

### Fusiles de asalto
Solo hay un fusil de asalto:
FG42: este fusil es el arma principal de la Guardia Negra. Comparte munición con el Mauser Kar 98k.

### Explosivos
En total hay tres tipos de explosivo en el juego:
Stielhandgranate: son los explosivos más comunes. En el juego solo se puede llevar un máximo de 15 granadas. Muy pocas veces los alemanes la utilizan.
Granada de mano: menos dañinas que las granadas nazi, aunque provocan un mayor impacto en el entorno. La OSA las proporciona en la misión 4, parte 1. Al igual que las granadas nazi, no se puede portar más de 15 bombas. Ningún soldado enemigo las utiliza por ser explosivos aliados.
Dinamita: la clase más peligrosa de explosivo, capaz de aniquilar al propio B.J aunque posea el máximo de salud y una buena protección. Está provista de un temporizador que permite calcular el momento justo de explosión. Se obtiene en la misión 2, parte 1, solamente se pueden tener 10 cargas al mismo tiempo y es posible ajustarle el tiempo desde los 5 hasta los 45 segundos. Los alemanes no emplean este explosivo.

### Armas especiales
Cinco armas de este tipo aparecen en el juego, siendo las más poderosas de todas:
MG42: ametralladora de posición fija, aparece en la misión 1, parte 2 y también en otras partes del juego. El número de proyectiles es infinito, el arma es destruible y es utilizada por los nazis, la cual se puede aprovechar en los momentos que sea necesaria.
Panzerfaust: un lanzacohetes descartable de la Wehrmacht que se obtiene en la misión 3, parte 3. El número máximo de lanzacohetes que se pueden llevar a la vez es de 6. Los soldados de infantería suelen emplear esta arma.
Venom: una ametralladora rotativa idónea para abrir fuego con contundencia. Se consigue en la misión 4, parte 4 y el número máximo de balas del cargador es de 1500 balas. Al igual que el sten este se sobre calienta
Lanzallamas: esta clásica arma de la Segunda Guerra Mundial elimina uno o más enemigos con facilidad. Se consigue en la misión 4, parte 1, y su tanque puede albergar hasta 150 litros de gasolina.
Cañón Tesla: Es el arma definitiva y la última en aparecer. Se trata de un cañón que induce campos voltaicos. Se obtiene por primera vez en la misión 5, parte 3, después de eliminar al segundo enemigo de fin de nivel. Los Uber-Soldat cuentan con esta arma en su arsenal.

## El modo multijugador
En el modo multijugador existen dos bandos, el del eje y el de los aliados, dentro de cada cual los jugadores han de escoger un personaje entre soldado de infantería, ingeniero, médico y teniente. Cada miembro del pelotón posee una habilidad especial; por ejemplo, los sanitarios pueden devolver a sus compañeros a la vida, y los soldados portar armas pesadas.
Para conseguir la victoria es necesario cumplir varios objetivos, que varían según el mapa.

## Personajes
Soldado de infantería: el tipo básico, puede usar los tres subfusiles, el fusil Mauser, el Panzerfaust, la ametralladora Venom y el lanzallamas. Para vencer es necesario contar con al menos uno en el equipo.
Ingeniero: el único capaz de demoler edificios y reparar MG42 dañadas. Ambos bandos han de tener obligatoriamente un ingeniero, ya que en todas las misiones hay uno o más objetivos que requieren el uso de explosivos.
Médico: esta unidad es muy importante, puesto que puede revivir a las bajas y curar a los heridos.
Teniente: una unidad que suministra munición y ordena ataques aéreos y bombardeos de artillería.

## Versiones
Return to Castle Wolfenstein fue lanzado en primer lugar para PC y Macintosh, y posteriormente para las consolas Xbox, PlayStation 2 y PlayStation 3.

### Versión PC
Las versiones multijugador de PC y Macintosh fueron publicadas por id Software. Al poco tiempo publicó el SDK para que los usuarios pudieran utilizar el motor del juego libremente. La versión "Game of the Year Edition" incluye el "Wolfenstein 3D" original.

### Versión de Xbox
Se tituló Return to Castle Wolfenstein: Tides of War. Incluye el "Wolfenstein 3D" original como bonificación para aquellos que logran completar el modo campaña.

### Versión de PlayStation 2
Su título es Return to Castle Wolfenstein: Operation Resurrection. Esta edición incluye las misiones de "Agent One".

## Mapas y MODS
La comunidad de Enemy Territory es una de las más activas en la creación de mapas y modificaciones, una de las modificaciones más conocidas es el TrueCombat:Elite y dentro de las competiciones esta el ETPro, un MOD de competición, el ETAdmin para el control de los servidores, JayMod que cambia el estilo de juego y NoQuarter que añade más armas y niveles para las diferentes clases.
La mayoría de los mods y mapas se encuentran en returntocastlewolfenstein.filefront.com

## Juegos basados en Return to Castle Wolfenstein
En el año 2007, id Software y Splash Damage sacaron el juego Enemy Territory: Quake Wars basado en el estilo de juego de Return to Castle Wolfenstein, conservando las clases de soldado, médico, espía, teniente o ingeniero, aunque ambientado en el futuro y con dos razas como bandos los Humanos y los Strogg.
En verano de 2009 se lanzó la segunda parte de RTCW, titulada únicamente "Wolfenstein".

## Adaptación
En el año 2015, Bethesda Softworks y MachineGames lanzaron una precuela de "Wolfenstein: The New Order", llamada "Wolfenstein: The Old Blood" transcurre años antes de lo sucedido en "Wolfensten: The New Order", pero no es más que una adaptación de "Return To Castle Wolfenstein", ya que si analizamos el tráiler notamos que la historia y lugares son casi iguales que en "Return To Castle Wolfenstein", incluso el gameplay (ya disponibles) de todos los niveles hacen guiños al "Return To Castle Wolfenstein" (y muchos). Aunque el juego fue un poco cambiado en historia, ya que sucede después de los acontecimientos de Wolfentein 2009, aparte que B.J en unas partes del juego menciona cosas como los Laboratorios X, o las Granjas de Wolfenstein 2009, aparte que, al final del juego, Fergus nos libera de una Roca que nos cayó encima, y luego con la carpeta de documentos (donde esta las coordenadas del Complejo de Calavera), al final se ve el aeropuerto militar para prepararse para atacar al Complejo de Calavera (y da inicio a "Wolfenstein: The New Order"), Obviando que debería de dar inicio a Wolfenstein 2009, aparte que el Wesley (Agente Uno) está vivo, cuando debería de estar muerto, y muchos dicen que no es una adaptación como tal, y si lo es, ya que si B.J hubiera escapado del castillo, al volver (como dicen muchos) lo reconocerian inmediatamente y lo asesinarían, aparte que debería de estar acompañado de otro agente. Fue lanzado el 5 de mayo de 2015 en digital, y físico el 15 de mayo de 2015 para Xbox One, PS4 y PC (antes solo la física se iba a lanzar para PC y PS4, y en Xbox One solo digital, pero por reclamo de los fanes, Bethesda dio su brazo a torcer y saco en físico para todas las plataformas).